# Scotinotylus patellatus
Scotinotylus patellatus is een spinnensoort in de taxonomische indeling van de hangmatspinnen (Linyphiidae).
Het dier behoort tot het geslacht Scotinotylus. De wetenschappelijke naam van de soort werd voor het eerst geldig gepubliceerd in 1917 door James Henry Emerton.